# Repris de justice
Pour plus de détails, voir Fiche technique et Distribution.
Repris de justice (Avanzi di galera) est un drame passionnel et policier italien réalisé par Vittorio Cottafavi et sorti en 1954.

## Synopsis
Après avoir purgé leur peine, trois condamnés retrouvent la liberté. Stefano, un chirurgien, a été condamné pour avoir causé la mort d'un de ses patients. Il a perdu confiance en lui et ne veut pas reprendre son travail de médecin, mais un grave accident impliquant sa femme bien-aimée le convainc de retourner au bloc opératoire, où il parvient à sauver la vie de sa femme, tout en se sauvant lui-même.
Franco, un braqueur, a été arrêté lors de l'attaque d'une banque alors que ses complices ont réussi à s'échapper. Libéré de prison, il retourne auprès de sa femme Anna, tandis que ses complices veulent savoir où il a caché le butin avant d'être arrêté. Pourtant, Franco ne parle pas. Mais il se confie à Anna et celle-ci se rend à la police pour le dénoncer. Là, cependant, la femme apprend que le butin a déjà été récupéré par la Squadra mobile. Franco, toujours ignorant de la trahison d'Anna, se rend à l'endroit où il avait caché le sac avec le butin, mais il est rattrapé par Anna, qui est à son tour suivie par des complices. Après une fusillade, Franco et Anna sont tous deux tués.
Giuseppe, condamné pour un vol qu'il n'a pas commis, est libéré pour bonne conduite. Une fois libre, cependant, il se méfie de ses parents et de ses amis : désormais découragé, il ne trouve la paix de l'esprit qu'auprès de Giovanna, une infirmière qui lui fait confiance.

## Fiche technique
- Titre français : Repris de justice[1]
- Titre original italien : Avanzi di galera[2],[3]
- Réalisateur : Vittorio Cottafavi
- Scénario : Siro Angeli (it), Riccardo Averini, Gigliola Falluto, Giuseppe Mangione
- Photographie : Arturo Gallea
- Montage : Loris Bellero
- Musique : Giovanni Fusco
- Décors : Alemanno Lowley
- Costumes : Emilio Schubert
- Production : Giorgio Venturini
- Sociétés de production : Jeannic Films, Venturini Film
- Pays de production :  Italie
- Langue originale : italien
- Format : Noir et blanc - 1,37:1 - Son mono - 35 mm
- Durée : 87 minutes
- Genre : Drame passionnel et policier
- Dates de sortie :
  - Italie : 18 septembre 1954
  - France : 31 mars 1955 (Festival de Cannes 1955) ; 8 juillet 1955 (sortie nationale)
  - Belgique : 29 avril 1955

## Distribution
- Richard Basehart : Stefano Luprandi
- Valentina Cortese : Giulia
- Walter Chiari : Giuseppe Rasi
- Eddie Constantine : Franco Cesari
- Antonella Lualdi : Giovanna
- Flora Lillo : Anna
- Arnoldo Foà : le Chef
- Luigi Tosi : commissaire
- Ferruccio Amendola : journaliste Maffei
- Emma Baron : la mère de Giuseppe
- Gino Bramieri : collègue de Giuseppe
- Roberto Bruni : le collègue envieux de Stefano
- Aldo De Franchi
- Gil Delamare : docteur Marini
- Bianca Doria : femme de la victime
- Arturo Gallea
- Franca Gandolfi : Clara
- Nino Marchesini : président de la commission
- Nino Marchetti : avocat Cesare Valloni
- Dino Maronetto
- Nico Pepe : avocat
- Arrigo Peri
- Ernesto Sabbatini : Professeur Mazzanti
- Wando Tres : Vasellina

## Production
Le film produit par Giorgio Venturini a été tourné dans les studios Fert à Turin.

### Tournage
La prison d'où Franco Cesari (Eddie Constantine) sort après avoir purgé sa peine est l'entrée de la prison Le Nuove (it) de Turin. L'hôpital où travaille Giovanna (Antonella Lualdi) est l'hôpital Molinette (it), également situé dans la capitale piémontaise ; une scène a été tournée dans la gare (it) de San Maurizio Canavese.

## Exploitation
Le film a fait 62 136 604 lires de recettes, soit 474 325 entrées en Italie. En France, le film était en tête du box-office hebdomadaire la semaine du 6 juillet au 12 juillet 1955 avec 62 831 entrées.